# Shaun White
Shaun Roger White (* 3. September 1986 in San Diego, Kalifornien) ist ein US-amerikanischer Snowboarder und Skateboarder. Er gewann bei den Olympischen Winterspielen 2006, 2010 und 2018 jeweils die Goldmedaille in der Halfpipe.
White ist darüber hinaus als Unternehmer, Musiker und Schauspieler aktiv.

## Biografie
White kam mit einem Herzfehler auf die Welt. Zwei Operationen retteten ihm das Leben. White hat einen fünf Jahre älteren Bruder namens Jesse. Er hat zudem eine Schwester, die im Jahr 2000 die US-Junior-Open gewann.

### Snowboard
Seine Karriere begann im Jahre 1993 im Windell's Snowboard Camp in Mount Hood, Oregon, in dem er sich die Grundlagen für seine späteren Erfolge antrainierte.
Shaun White erreichte mit 13 Jahren den dritten Platz bei den Japan Open und wurde Zehnter beim Wettbewerb Vans Triple Crown of Snowboarding. So kam er zu seinem Spitznamen „FutureBoy“. Er ist ebenfalls der jüngste Fahrer, der je die US Open Snowboarding Championships gewonnen hat. Im April 2001 wurde er bei der The Arctic Challenge in Hemsedal zum ersten Mal bei einem Pro-Wettbewerb Sieger in der Halfpipe, vor seinem Förder und Vorbild Terje Håkonsen, der den zweiten Platz erfuhr.
Nachdem er 2002 bereits Zweiter geworden war, konnte er 2003 und 2004 den Air-&-Style-Contest in Seefeld und bei der Honda Session in Vail, Colorado, gewinnen. Die Siegesserie setzte sich fort: als Nächstes gewann er bei den X-Games im Slopestyle und in der Superpipe, im Rahmen der Nippon Open in Japan. Er ist der Erste, der sowohl die Slopestyles der US Open, die Arctic Challenge gewann als auch Nippon Open Halfpipe-Sieger wurde. Dazu wurde er bereits im Alter von 16 Jahren Weltranglistenerster im Slopestyle. White ist der erste Snowboarder, der „back-to-back“ Double Corks (doppelte Rotation um 3 Achsen an zwei aufeinanderfolgenden Sprüngen) in der Halfpipe während eines Wettbewerbs landen konnte.
In der Saison 2005/06 gewann White praktisch jeden Wettbewerb, an welchem er teilnahm (dies ist bisher nur Terje Håkonsen gelungen). Im Februar 2006 repräsentierte er die USA bei den Olympischen Winterspielen im italienischen Turin und gewann die Goldmedaille in der Halfpipe. Auch die Saison 2006/07 gewann er als Gesamtsieger der Ticket to Ride World Tour.
Im Februar 2009 baute der österreichische Getränkehersteller Red Bull White eine Halfpipe aus Naturschnee im Hinterland von Colorado, in den Silverton Mountain. Diese Halfpipe nutzte er bis zum Auslaufen des Sponsorenvertrages im September 2013; seit Oktober 2013 besitzt er eine vom Kamerahersteller GoPro gebaute Halfpipe in Perisher am Mount Kosciuszko im australischen Perisher Valley.
Den Erfolg von Turin konnte er mit dem Sieg in der Halfpipe bei den Olympischen Winterspielen 2010 in Vancouver wiederholen.
2012 erreichte Shaun White bei den Winter X Games Aspen als erster Snowboarder in der Kategorie SuperPipe die Wertung 100.
Bei den Olympischen Winterspielen 2014 in Sotschi belegte er den 4. Platz in der Halfpipe. 2014 übernahm er die Mehrheitsanteile an der Air & Style Company.
Bei den Olympischen Winterspielen 2018 in Pyeongchang konnte er in der Halfpipe mit einem starken dritten Lauf erneut die Goldmedaille gewinnen.
White wurde bei den Olympischen Winterspielen 2022 in der Halfpipe Vierter. Nach den Spielen erklärte er, dass dies seine letzte Wettbewerbsteilnahme war. HBO Max kündigte im April 2023 eine dreiteilige Dokuserie unter dem Namen Shaun White: The Last Run an, die Whites Kindheit und seine ganze Karriere bis zur Olympiateilnahme 2022 beinhalten soll.

### Skateboard
Sein Skateboard-Debüt gab er 2003 beim Slam City Jam und wurde dabei Vierter in der Halfpipe. Das qualifizierte ihn für die X-Games, bei denen er den sechsten Platz in der Disziplin Vert (Halfpipe) belegte. Shaun White entwickelte eine Outwear Linie, die Jacken sowie Hosen vertreibt. Außerdem kreierte er in Zusammenarbeit mit „RED“ (Burton-Serie für Schutzbekleidung) einen neuen Helm, den man sowohl als Skateboard- sowie auch als Snowboardhelm verwenden kann.
Bei den Summer-X-Games im Jahre 2006 versuchte er in der Disziplin Skate Vert mehrfach einen 1080°, welcher aus einer dreifachen Rotation um die eigene Achse besteht. Trotz mehrerer Versuche konnte er diesen Trick jedoch nicht landen.
Weiterhin ist er ein guter Freund des berühmten Skateboard-Fahrers Tony Hawk, welcher Shaun White für sein eigenes Team (Birdhouse-Skateboarding) als Fahrer verpflichtet hat.
2011 gewann er bei den X Games die Goldmedaille in der Disziplin Vert (Halfpipe).

### Musik
White spielt Gitarre in der Elektrorockband Bad Things, in der auch der ehemalige Augustana-Bassist Jared Palomar mitwirkt. Die Band trat unter anderem beim Lollapalooza im Jahr 2013 auf. Ihr Debütalbum wurde im Januar 2014 veröffentlicht.

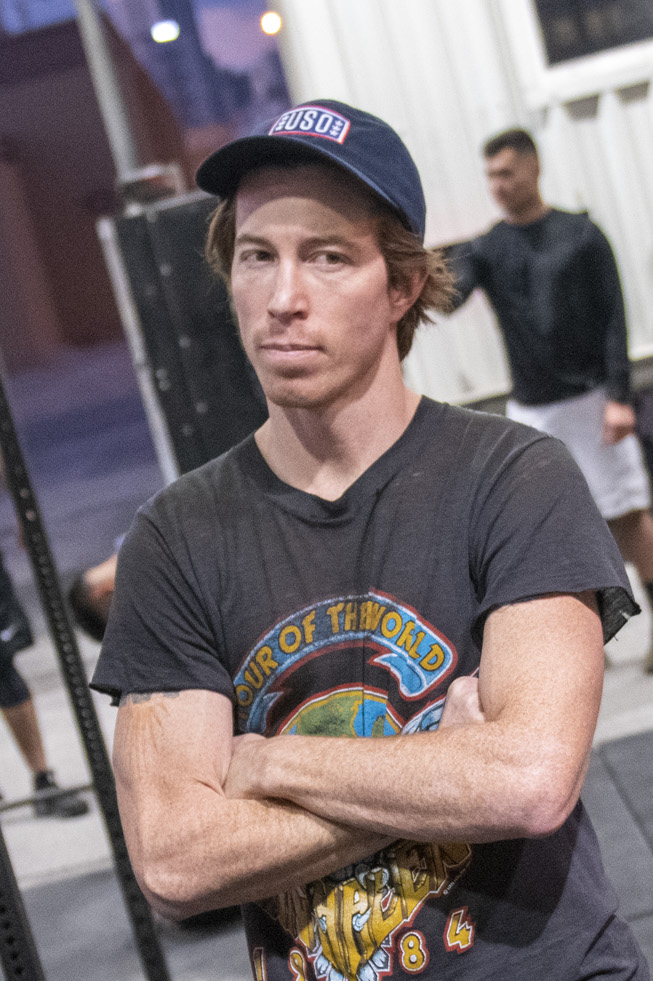
White im Jahr 2018

### Unternehmertum
2008 erschien sein erstes eigenes Videospiel Shaun White Snowboarding.
White hat seine eigene Modelinie von Burton, bei denen er bereits seit seinem 13. Lebensjahr unter Vertrag steht. Unter seinem Namen erscheint alljährlich ein neues Snowboard- und Boot-Modell. Als Weiterführung dessen erschien eine Produktlinie unter dem Namen „The White Collection“. Im November 2004 erschien der Film „The White Album“, der sich hauptsächlich mit seiner Person und seinem Werdegang befasst.
White gab im Januar 2022 die Produktion seiner eigenen Lifestyle-Marke namens „Whitespace“ mit weiterer Snowboard-Ausrüstung und Streetwear-Bekleidung bekannt.

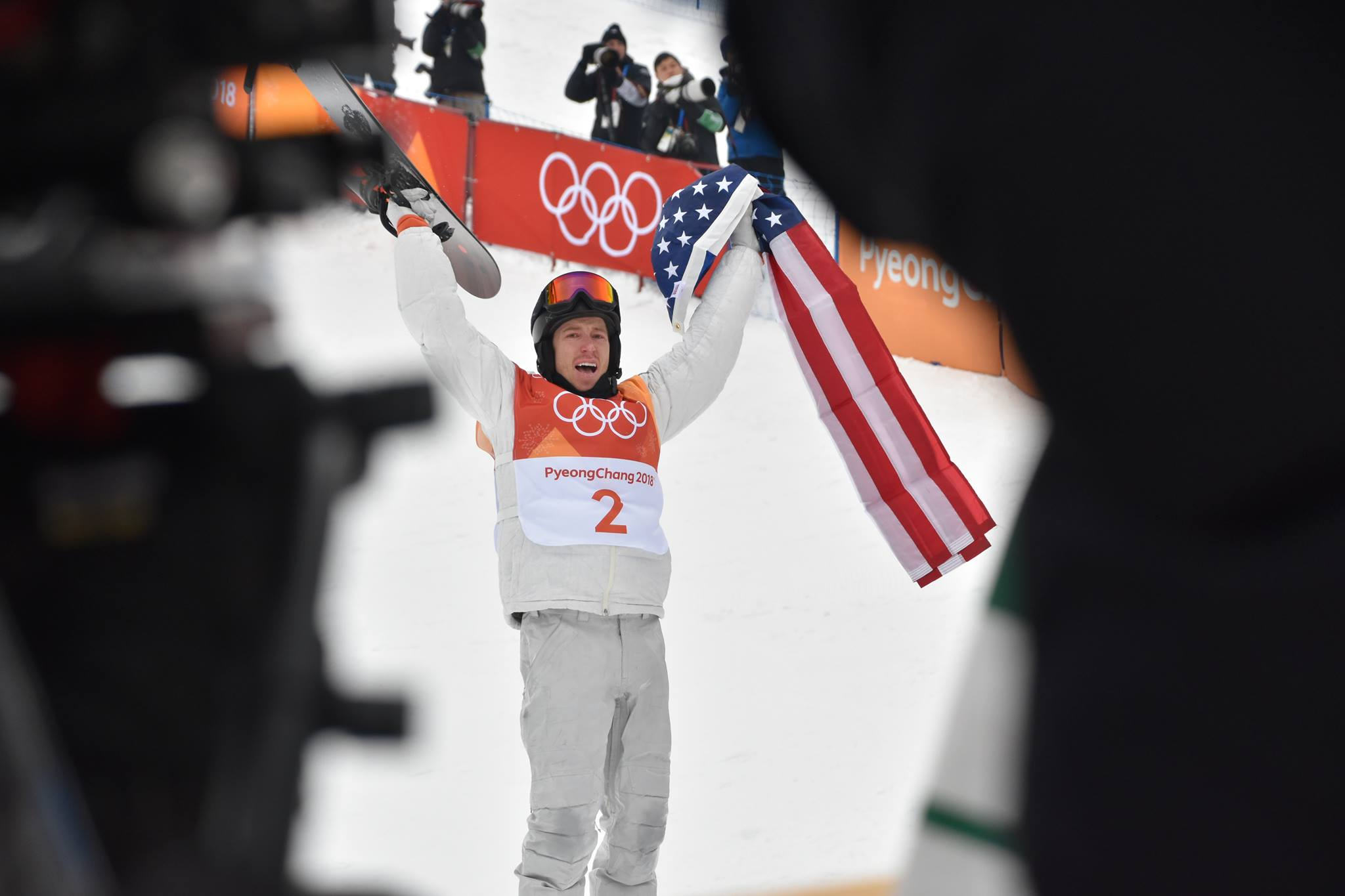
Shaun White bei der Siegerehrung bei den Olympischen Winterspielen 2018 (Snowboard)

## Sonstiges
White fährt bei Snowboards einen ungewöhnlich weiten Bindungsabstand (Stance) von gut 64 cm. Nach eigener Auskunft könnte ein Grund dafür neben der erhöhten Stabilität bei Landungen seine leichte O-Beinstellung sein, die im Kindesalter nicht ganz austherapiert wurde.
Whites großes Vorbild ist Terje Håkonsen. 2024 antwortete White auf die Frage, wer in seinen Augen der „greatest of all time“ im Snowboarden ist, mit Håkonsen. Außerdem gab White auf die Frage, wer den besten Method macht, die gleiche Antwort, und nannte als besten Snowboardfilm Subjekt Haakonsen. Genauso wie Håkonsen, der nach seiner Wettkampflaufbahn den Wettbewerb The Arctic Challenge gründete, hat auch White 2024 einen eigenen Halfpipe Wettbewerb, The Snow League, ins Leben gerufen.

## Erfolge

### Snowboard
Saison 2000/01
- 1. Platz – Arctic Challenge in Hemsedal, Halfpipe

Saison 2001/02
- 2. Platz – U.S. Snowboarding Grand Prix in Breckenridge, Halfpipe
- 2. Platz – Winter-X-Games 2002 in Aspen, Halfpipe
- 2. Platz – Winter-X-Games 2002 in Aspen, Slopestyle
- 3. Platz – U.S. Snowboarding Grand Prix in Mammoth, Halfpipe

Saison 2002/03
- 1. Platz – Honda Session in Vail, Halfpipe
- 1. Platz – Winter-X-Games 2003 in Aspen, Halfpipe
- 1. Platz – Winter-X-Games 2003 in Aspen, Slopestyle
- 1. Platz – Burton US Open in Stratton Mountain, Slopestyle
- 2. Platz – Air & Style in Seefeld in Tirol, Big Air

Saison 2003/04
- 1. Platz – Air & Style in Seefeld in Tirol, Big Air
- 1. Platz – Honda Session in Vail, Slopestyle
- 1. Platz – Honda Session in Vail, Railjam
- 1. Platz – Winter-X-Games 2004 in Aspen, Slopestyle
- 2. Platz – U.S. Snowboarding Grand Prix in Park City, Halfpipe

Saison 2004/05
- 1. Platz – Air & Style in Seefeld in Tirol, Big Air
- 1. Platz – Honda Session in Vail, Slopestyle
- 1. Platz – Honda Session in Vail, Railjam
- 1. Platz – Winter-X-Games 2005 in Aspen, Slopestyle
- 1. Platz – Snowboard-Weltcup in Lake Placid, Halfpipe
- 2. Platz – U.S. Snowboarding Grand Prix in Mountain Creek, Halfpipe

Saison 2005/06
- 1. Platz – U.S. Snowboarding Grand Prix in Breckenridge, Halfpipe
- 1. Platz – U.S. Snowboarding Grand Prix am Mount Bachelor, Halfpipe
- 1. Platz – Honda Session in Vail, Slopestyle
- 1. Platz – U.S. Snowboarding Grand Prix am Mountain Creek, Halfpipe
- 1. Platz – Winter-X-Games 2006 in Aspen, Slopestyle
- 1. Platz – Olympische Winterspiele 2006 in Turin, Halfpipe
- 1. Platz – Burton US Open in Stratton Mountain, Halfpipe
- 1. Platz – Burton US Open in Stratton Mountain, Slopestyle
- 3. Platz – Winter-X-Games 2006 in Aspen, Halfpipe

Saison 2006/07
- 1. Platz – X-Trail Jam in Tokio, Quarterpipe
- 1. Platz – X-Trail Nippon Open in Bandai, Halfpipe
- 1. Platz – World Superpipe Championships in Park City, Halfpipe
- 1. Platz – Burton US Open in Stratton Mountain, Halfpipe
- 1. Platz – Gesamtwertung World Snowboard Tour
- 2. Platz – Winter-X-Games 2007 in Aspen, Halfpipe
- 2. Platz – X-Trail Nippon Open in Bandai, Slopestyle
- 3. Platz – Winter-X-Games 2007 in Aspen, Slopestyle
- 3. Platz – Burton US Open in Stratton Mountain, Slopestyle

Saison 2007/08
- 1. Platz – U.S. Snowboarding Grand Prix in Breckenridge, Halfpipe
- 1. Platz – Burton European Open in Laax, Slopestyle
- 1. Platz – Winter-X-Games 2008 in Aspen, Halfpipe
- 1. Platz – World Superpipe Championships in Park City, Halfpipe
- 1. Platz – Burton US Open in Stratton Mountain, Halfpipe
- 1. Platz – Burton US Open in Stratton Mountain, Slopestyle
- 1. Platz – Snickers Classic & Popcorn Wallride in Saas-Fee, Slopestyle
- 1. Platz – Gesamtwertung World Snowboard Tour
- 2. Platz – Burton European Open in Laax, Halfpipe
- 3. Platz – Winter-X-Games 2008 in Aspen, Slopestyle

Saison 2008/09
- 1. Platz – X-Trail Jam in Tokio, Big Air
- 1. Platz – Winter Dew Tour in Breckenridge, Slopestyle
- 1. Platz – Winter Dew Tour am Mount Snow, Halfpipe
- 1. Platz – Winter-X-Games 2009 in Aspen, Halfpipe
- 1. Platz – Winter-X-Games 2009 in Aspen, Slopestyle
- 1. Platz – Snowboard-Weltcup in Cypress, Halfpipe
- 1. Platz – The Intelligent Design in Park City, Slopestyle
- 2. Platz – Winter Dew Tour in Breckenridge, Halfpipe
- 2. Platz – Burton European Open in Laax, Halfpipe
- 2. Platz – Winter Dew Tour in Mount Snow, Slopestyle
- 2. Platz – Winter Dew Tour in Northstar-at-Tahoe, Slopestyle
- 3. Platz – Burton European Open in Laax, Slopestyle
- 3. Platz – Winter Dew Tour in Northstar-at-Tahoe, Halfpipe

Saison 2009/10
- 1. Platz – Burton New Zealand Open in Cardrona, Halfpipe
- 1. Platz – Snowboard-Weltcup in Cardrona, Halfpipe
- 1. Platz – U.S. Snowboarding Grand Prix in Copper Mountain, Halfpipe
- 1. Platz – U.S. Snowboarding Grand Prix in Mammoth, Halfpipe
- 1. Platz – U.S. Snowboarding Grand Prix in Park City, Halfpipe
- 1. Platz – Winter-X-Games 2010 in Aspen, Halfpipe
- 1. Platz – Olympische Winterspiele 2010 in Vancouver, Halfpipe

Saison 2010/11
- 1. Platz – Winter-X-Games 2011 in Aspen, Halfpipe

Saison 2011/12
- 1. Platz – Winter Dew Tour in Breckenridge, Halfpipe
- 1. Platz – Winter-X-Games 2012 in Aspen, Halfpipe
- 1. Platz – Burton US Open in Stratton Mountain, Halfpipe
- 1. Platz – Winter-X-Games-Europe 2012 in Tignes, Halfpipe
- 1. Platz – Winter-X-Games-Europe 2012 in Tignes, Slopestyle

Saison 2012/13
- 1. Platz – Winter Dew Tour in Breckenridge, Halfpipe
- 1. Platz – Winter-X-Games 2013 in Aspen, Halfpipe
- 1. Platz – U.S. Snowboarding Grand Prix in Park City, Halfpipe
- 1. Platz – Burton US Open in Vail, Halfpipe

Saison 2013/14
- 2. Platz – Winter Dew Tour in Breckenridge, Halfpipe
- 3. Platz – U.S. Snowboarding Grand Prix und Snowboard-Weltcup in Copper Mountain, Slopestyle
- 4. Platz – Olympische Winterspiele 2014 in Sotschi, Halfpipe

Saison 2015/16
- 1. Platz – Winter Dew Tour in Breckenridge, Halfpipe
- 1. Platz – Burton US Open in Vail, Halfpipe

Saison 2016/17
- 1. Platz – U.S. Snowboarding Grand Prix und Snowboard-Weltcup in Mammoth, Halfpipe
- 1. Platz – Burton US Open in Vail, Halfpipe
- 2. Platz – Snowboard-Weltcup in Pyeongchang, Halfpipe
- 3. Platz – Halfpipe-Weltcup

Saison 2017/18
- 1. Platz – U.S. Snowboarding Grand Prix und Snowboard-Weltcup in Snowmass, Halfpipe
- 1. Platz – Olympische Winterspiele 2018 in Pyeongchang, Halfpipe
- 3. Platz – U.S. Snowboarding Grand Prix und Snowboard-Weltcup in Copper Mountain, Halfpipe

### Skateboard
- 1. Platz – X-Games 2007 in Los Angeles, Vert
- 1. Platz – X-Games 2011 in Los Angeles, Vert
- 2. Platz – X-Games 2005 in Los Angeles, Vert
- 2. Platz – X-Games 2010 in Los Angeles, Vert
- 3. Platz – X-Games 2008 in Los Angeles, Vert

## Filmografie
- 2002: MackDawgProduction„Pulse“
- 2003: MackDawgProduction„shakedown“
- 2004: The White Album
- 2005: First Descent
- 2005/2006: The Community Project
- 2005/2006: 91 Words for snow
- 2006: For Right or Wrong
- 2007: MackDawgProduction„Picture This“
- 2008: It's always snowing somewhere
- 2009: Birdhouse: The Beginning (Skateboard)
- 2009: Shaun White: Don't Look Down
- 2010: The B
- 2011: Freunde mit gewissen Vorzügen (Friends with Benefits)
- 2013: Go On (Serie)
- 2023: Shaun White: The Last Run (dreiteilige Dokuserie – noch nicht veröffentlicht)

## Videospiele
- 2008 Shaun White Snowboarding (PC/PS3/PSP/DS/Xbox 360/Wii)
- 2009 Shaun White Snowboarding world Stage (Wii)
- 2010 Shaun White Skateboarding (PC/PS3/Xbox 360/Wii)